# Alexander Snyckers
Alexander Snyckers  (* 21. Oktober 1879 in Lüttich; † 29. August 1945 in Leipzig) war ein belgischer Romanist und Wirtschaftswissenschaftler mit Wirkungsort Leipzig.

## Leben und Werk
Snyckers machte in Belgien eine Ausbildung zum Lehrer und wurde dann Übersetzer bei Exportfirmen in Köln und Hamburg. 1904 ging er als Lehrer für die französische Handelskorrespondenz an die 1898 gegründete Handelshochschule Leipzig. 1908 promovierte er in Antwerpen am Institut supérieur de commerce mit der Arbeit Les chambres des métiers / Handwerkskammern (Leipzig 1906). 1909 promovierte er in Heidelberg zum Dr. phil. über Die Bank von Frankreich. Organisation, Tätigkeit und Politik (Heidelberg 1910). Während des Weltkriegs arbeitete er für die deutsche Armee als Leiter des Übersetzungsbüros der Politischen Abteilung beim Generalgouvernement Belgien. 1929 übernahm er an der Handelshochschule Leipzig die neu eingerichtete Professur für Kultur- und Wirtschaftskunde sowie für die Wirtschaftssprache des französischen Sprachgebiets. 1937 war er Mitgründer und Direktor des Dolmetscherinstituts der Handelshochschule. Von 1931 bis 1933 und von 1937 bis 1938 war Snyckers Rektor der Handelshochschule. Im November 1933 unterzeichnete er das Bekenntnis der Professoren an den deutschen Universitäten und Hochschulen zu Adolf Hitler.

## Weitere Werke
- La Reichsbank et la Banque de France, leur politique, Paris 1908
- Französische und deutsche Diskontpolitik mit besonderer Berücksichtigung der Entwicklung der Bank von Frankreich, Leipzig 1910 (ein Teil daraus als Heidelberger Dissertation)
- (mit Otto Straube) Lehrbuch der französischen Handels- und Umgangssprache, Leipzig 1913, 5. Auflage u. d. T. De l'école au bureau. Lehrbuch der französischen Handels- und Umgangssprache. Ausgabe A, Leipzig 1939
- (mit Theodor de Beaux) Französische Handelskorrespondenz für Anfänger, 7. Auflage, Leipzig 1921
- Le Français du commerçant, Leipzig 1923
- Éléments de correspondance commerciale, Leipzig 1926
- Manuel du correspondancier, Leipzig 1926
- Le Langage des affaires, Leipzig/Berlin 1927
- Duden français. Dictionnaire illustré de la langue française, correspondant au "Bildwörterbuch" de Duden, Leipzig 1937
- Frankreichkunde im Dienste deutscher Wirtschaftswerbung. Winke für Ausland- und Inlandwerbung, Würzburg 1940
- (mit Paul Werny) Dictionnaire des locutions français-allemand, Paris 1976